# Demonax seoulensis
Demonax seoulensis är en skalbaggsart som beskrevs av Mitono och Jang-Cheon Cho 1942. Demonax seoulensis ingår i släktet Demonax och familjen långhorningar. Inga underarter finns listade i Catalogue of Life.